# Caroline in the City
Caroline in the City est une série télévisée américaine en 97 épisodes de 22 minutes, créée par Fred Barron, Dottie Darland et Marco Pennette et diffusée entre le 21 septembre 1995 et le 26 avril 1999 sur le réseau NBC.
En France, la série a été diffusée à partir de 1997 sur RTL9.

## Synopsis
Caroline Duffy est une dessinatrice de bande dessinée vivant à New York dans le quartier branché de Tribeca. Ses dessins sont basés sur sa propre vie et notamment les relations qu'elle entretient avec ses amis et sa famille. Malgré une vie professionnelle pleine de succès, Caroline est toujours à la recherche du grand amour...

## Distribution

### Acteurs principaux
- Lea Thompson (VF : Magali Barney) : Caroline Duffy
- Eric Lutes (en) (VF : Pascal Germain) : Del Cassidy
- Malcolm Gets (en) (VF : Éric Legrand) : Richard Karinsky
- Amy Pietz (VF : Céline Monsarrat) : Annie Spadaro
- Andrew Lauer (en) (VF : Thierry Wermuth) : Charlie (principal saisons 1 à 3, puis invité)

### Acteurs récurrents
- Tom La Grua (VF : Max André) : Remo (40 épisodes)
- Sofia Milos (VF : Ivana Coppola) : Julia Karinsky (20 épisodes)
- Candice Azzara (VF : Joëlle Fossier) : Angie Spadaro (14 épisodes)
- John Mariano (en) : Johnny (14 épisodes)
- Cathy Ladman (en) : Elevator Lady (11 épisodes)
- Robert Gant : Trevor (9 épisodes)
- Mark Feuerstein : Joe DeStefano (8 épisodes)
- Anthony Tyler Quinn (en) : Randy (5 épisodes)
- Lauren Graham : Shelly (5 épisodes)
- Bob Clendenin (en) : Dave (3 épisodes)
- Reginald Ballard (en) : Reg Preston (3 épisodes)
- Edie McClurg : Margaret Duffy (3 épisodes)
- Phil Lord : Bill (3 épisodes)

## Épisodes

### Première saison (1995-1996)
1. Rendez-vous manqué (Caroline in the City)
2. L’Agresseur (Caroline and the Mugger)
3. L’Exposition de peinture (Caroline and the Gay Art Show)
4. Caroline a mal au dos (Caroline and the Bad Back)
5. Caroline et le distributeur de billets (Caroline and the ATM)
6. Caroline et les parents de Del (Caroline and the Folks)
7. Un soir à l'opéra (Caroline and the Opera)
8. Un malheur n'arrive jamais seul (Caroline and the Balloon)
9. Caroline et le détenu (Caroline and the Convict)
10. Le Noël de Caroline (Caroline and the Christmas Break)
11. Caroline et le cadeau (Caroline and the Gift)
12. Le Coup de foudre (Caroline and the Married Man)
13. Un frère qui fait de l'ombre (Caroline and the Twenty-Eight-Pound Walleye)
14. Caroline et la montre (Caroline and the Watch)
15. La rencontre qui finit mal (Caroline and the Bad Date)
16. La Demande en mariage (Caroline and the Proposal)
17. Caroline et l'enfant terrible (Caroline and the Kid)
18. Caroline et l'ex (Caroline and the Ex-Wife)
19. Sur le tournage (Caroline and the Movie)
20. Caroline et les céréales (Caroline and the Cereal)
21. Caroline et la mère de Richard (Caroline and Richard's Mom)
22. Caroline et les demoiselles d'honneur (Caroline and the Bridesmaids)
23. Le Mariage (Caroline and the Wedding)
24. Caroline et les préservatifs (Caroline and the Condom)

### Deuxième saison (1996-1997)
1. Trop jeune pour être vrai (Caroline and the Younger Man)
2. Caroline et la lettre (Caroline and the Letter)
3. Pour ne pas payer d'impôts (Caroline and the Cat Dancer)
4. Caroline et l'amoureux précoce (Caroline and the Guy Who Gets There Too Soon)
5. Caroline et les artistes (Caroline and the Dreamers)
6. L’amour n'a pas de limites (Caroline and the Nice Jewish Boy)
7. Caroline et Victor / Victoria (Caroline and Victor / Victoria)
8. Caroline et le comique (Caroline and the Comic)
9. « Chat » ne sert à rien de s'énerver (Caroline and the Therapist)
10. Divorce à la bolognaise (Caroline and the Red Sauce)
11. Caroline et le clochard (Caroline and the Freight King)
12. Les hommes sont tous nuls ! (Caroline and the Perfect Record)
13. Caroline et la chanteuse (Caroline and the Singer)
14. Caroline et l'homme entretenu (Caroline and the Kept Man)
15. Le Panier d'or (Caroline and the Long Shot)
16. Caroline et les funérailles de Richard (Caroline and the Dearly Departed)
17. Caroline et le week-end entre filles (Caroline and the Getaway)
18. Caroline et les singes (Caroline and the Monkeys)
19. Caroline et le client (Caroline and the Buyer)
20. Caroline et la nouvelle voisine (Caroline and the New Neighbor)
21. Caroline et les critiques (Caroline and the Critics)
22. Caroline et l'Ombudsman (Caroline and the Ombudsman)
23. Caroline et le mauvais trip - 1re partie (Caroline and the Bad Trip - Part 1)
24. Caroline et Richard et Julie - 2e partie (Caroline and Richard & Julia - Part 2)
25. Caroline et le mari marié - 3e partie (Caroline and the Wayward Husband - Part 3)

### Troisième saison (1997-1998)
1. Sale temps pour Emily - 4e partie (Caroline and the Reception - Part 4)
2. Titre français inconnu (Caroline and the Kink)
3. Titre français inconnu (Caroline and the Novelist)
4. Titre français inconnu (Caroline and the Free Cable)
5. Titre français inconnu (Caroline and the Blind Date)
6. Titre français inconnu (Caroline and the Egg)
7. Titre français inconnu (Caroline and the Desperate Cat)
8. Titre français inconnu (Caroline and the Cold Sesame Noodles)
9. Titre français inconnu (Caroline and the Bitter Beast)
10. Titre français inconnu (Caroline and the Councilman)
11. Titre français inconnu (Caroline and the Used Car Salesman)
12. Titre français inconnu (Caroline and the Decanter - Part 1)
13. Titre français inconnu (Caroline and the Love That Dares Not Speak its Name - Part 2)
14. Titre français inconnu (Caroline and the Quiz Show)
15. Titre français inconnu (Caroline and the Reluctant Father)
16. Titre français inconnu (Caroline and the Outer Limits)
17. Titre français inconnu (Caroline and the Toothbrush)
18. Titre français inconnu (Caroline and the Cabbie)
19. Titre français inconnu (Caroline and the Visit From Mom)
20. Titre français inconnu (Caroline and the Little White Lies)
21. Titre français inconnu (Caroline and the Killer Dad)
22. Titre français inconnu (Caroline and the Sandwich)
23. Titre français inconnu (Caroline and the Marriage Counselor - Part 1)
24. Titre français inconnu (Caroline and the Marriage Counselor - Part 2)
25. Titre français inconnu (Caroline and the Secret - Part 1)
26. Titre français inconnu (Caroline and the Bullfighter - Part 2)

### Quatrième saison (1998-1999)
1. Titre français inconnu (Caroline and the Guys in the Bathroom)
2. Titre français inconnu (Caroline and the Office)
3. Titre français inconnu (Caroline and the Rotten Plum)
4. Titre français inconnu (Caroline and the Drycleaner)
5. Titre français inconnu (Caroline and the First Date)
6. Titre français inconnu (Caroline and the Paper Chase)
7. Titre français inconnu (Caroline and the Big Night)
8. Titre français inconnu (Caroline and the Diva)
9. Titre français inconnu (Caroline and the Booby Trap)
10. Titre français inconnu (Caroline and the Bar Mitzvah)
11. Titre français inconnu (Caroline and the Fright Before Christmas)
12. Titre français inconnu (Caroline and the Big Bad Bed)
13. Titre français inconnu (Caroline and the Horny Kid)
14. Titre français inconnu (Caroline and the Firing Squad)
15. Titre français inconnu (Caroline and Joanie and the Stick)
16. Titre français inconnu (Caroline and the 2000th Strip)
17. Titre français inconnu (Caroline and the Ancestral Home)
18. Titre français inconnu (Caroline and the Sudsy Guy)
19. Titre français inconnu (Caroline and the Return of the Sudsy Guy - Part 1)
20. Titre français inconnu (Caroline and the Ultimatum - Part 2)
21. Titre français inconnu (Caroline and El Niño - Part 1)
22. Titre français inconnu (Caroline and the Big Move - Part 2)

## Récompenses
- Emmy Award 1996 : Meilleur graphisme pour le générique